# Ölyvös-ér-mellékcsatorna
Ölyvös-ér-mellékcsatorna är en kanal i Ungern. Den ligger i provinsen Hajdú-Bihar, i den östra delen av landet, 190 km öster om huvudstaden Budapest.